# Starlight (chanson de The Supermen Lovers)
Pour les articles homonymes, voir Starlight.
Singles de The Supermen Lovers featuring Mani Hoffman
Hard Stuff (Get Your Ticket For a Ride)
(2002)
Pistes de The Player
Hard Stuff
(3) Party'z up
(5)
Starlight est une chanson du projet french touch The Supermen Lovers sortie début 2001. 1er extrait de l'album The Player, composée, produite et jouée par Guillaume Atlan. Ce dernier a écrit les paroles avec Mani Hoffman, l'interprète du titre. Celui-ci contient un sample du titre The Rock, composé par Charlie Wallert, par le groupe East Coast.
Le single atteint le top 10 en Norvège, en Nouvelle-Zélande, en Belgique (Wallonie) ; le single atteint la 2e place en France et au Royaume-Uni. Starlight se classe numéro un dans le classement Irish dance singles chart, le classement des ventes singles dance en Irlande.
L'artiste italien Mango a repris la chanson sur l'album La Terra Degli Aquiloni (2011).

## Clip vidéo[3]
Le clip commence en flottant vers une maison où une créature semblable à un hybride entre un jeune homme et une pomme de terre compose la chanson Starlight dans sa chambre. Après avoir terminé la chanson, il va voir ses parents pour leur dire, mais ils ne le remarquent même pas car ils sont devant leur écran de télévision en train de regarder un clip avec en vedette ce qui semble être comme un squelette mexicain. Le jeune homme est impressionné par la façon dont ses parents, assis sur le canapé comme des « patates sédentaires », sont plus intéressés par ce qui passe à l'écran que par leur propre fils. Déçu, il retourne dans sa chambre quand il commence à entendre de la musique venant d'un trou de souris. Une souris à l'intérieur fait en fait son propre travail, sous le regard du jeune homme. Ils décident de coopérer et produisent ensemble Starlight.
Ensuite, ils essaient de faire signer un producteur et d'en contacter d'autres, mais après plusieurs tentatives infructueuses, la souris trompe principalement un producteur en utilisant l'audio de la chanson avec le squelette mexicain pour obtenir le contrat. Ils s'enfuient alors de leur maison et commencent à se diriger vers la grande ville pour une chance de célébrité (le thème de la chanson). Une fois à la télé, la popularité de leur chanson diminue rapidement, car tous les téléspectateurs sont revenus au squelette mexicain. Le directeur devient furieux et vire le duo.
Il se trouve alors qu'un groupe d'extraterrestres a vu l'émission et aime écouter la musique du duo. Alors le manager alien les appelle et leur demande s'ils aimeraient aller sur leur planète. Le duo saute alors de joie que quelqu'un apprécie leur travail. Vers la fin du clip, le vaisseau spatial flotte alors vers la maison, mais dans une torsion cruelle du destin, le vaisseau extraterrestre n'est pas assez grand pour les deux, laissant le jeune homme vraiment bouleversé car son partenaire et ami souris (qui était le plus petit des deux) est aspiré dans le vaisseau. Celui-ci s'envole alors avec la souris tandis que l'homme-pomme de terre est laissé seul une fois de plus.
À la fin, nous voyons la souris dans son appartement de luxe, prenant un bain moussant.

## Genèse
La chanson a été composée par Guillaume Atlan. Il s'est inspiré de l'intro de la chanson The Rock, composé par Charlie Wallert, du groupe East Coast.
Le clip a été réalisé par l'animateur français Numero 6, qui réalisera notamment le clip de la chanson It's Not the End of the World? du groupe Super Furry Animals l'année suivante.

## Formats et liste des pistes
| Vogue maxi édition 1. "Starlight (Original Version)" – 6:00 2. "Starlight (Radio Edit)" – 3:50 3. "Starlight (Dub Version)" – 8:46 Independiente maxi édition 1. "Starlight (Original Version)" 2. "Starlight (BHQ Rub)" 3. "Starlight (Agent Sumo Supermagic Mix)" BMG maxi édition 1. "Starlight (Original Version)" – 6:00 2. "Starlight (Derrick Carter Remix – BHQ Rub)" – 6:19 3. "Starlight (BRS Remix)" – 6:50 4. "Starlight (Agent Sumo Remix)" – 7:27 Time Records maxi édition 1. "Starlight (Original Version)" – 6:00 2. "Starlight (Radio Edit)" – 3:50 3. "Starlight (Dub Version)" – 8:46 4. "Starlight (Instrumental)" – 6:00 Lafessé Records maxi édition 1. "Starlight (Original Version)" – 6:04 2. "Starlight (Derrick Carter Remix – BHQ Rub)" – 6:22 3. "Starlight (Agent Sumo Remix)" – 7:24 BMG remixes maxi édition 1. "Starlight (BHQ Rub)" – 6:19 2. "Starlight (Jazz Radio)" – 3:21 3. "Starlight (BRS Remix)" – 6:50 | BMG maxi édition 1. "Starlight (Radio Edit)" – 3:50 2. "Starlight (Original Version)" – 6:00 3. "Starlight (Dub Version)" – 8:46 4. "Starlight (Instrumental)" – 6:00 Independiente maxi édition 1. "Starlight (Radio Edit)" – 3:48 2. "Starlight (Agent Sumo Supermagic Mix)" – 7:29 3. "Starlight (BHQ Rub)" – 6:18 BMG édition 1. "Starlight (Radio Edit)" – 3:50 2. "Starlight (Original Version)" – 6:00 |

## Crédits
- Guillaume Atlan – compositeur, producteur réalisateur artistique
- Guillaume Atlan et Mani Hoffman – paroles
- Contient un sample de The Rock du groupe East Coast, composé par Charlie Wallert[1]
- Hervé – mastering, au Translab
- Emmanuel Desmadryl et Hervé Bordes – mixage
- Nili – voix additionnelles
- David et Laurent Nicolas - direction vidéo
- Adrien de Maublanc – artwork
- Universal Music Publishing – édition

## Classements et certifications
| Classement (2001)                       | Meilleure position |
| --------------------------------------- | ------------------ |
| Australie (ARIA)                        | 12                 |
| Belgique (Flandre Ultratop 50 Singles)  | 46                 |
| Belgique (Wallonie Ultratop 50 Singles) | 10                 |
| France (SNEP)                           | 2                  |
| Allemagne Classement single             | 87                 |
| Irlande Classement single               | 7                  |
| Italie (FIMI)                           | 6                  |
| Nouvelle-Zélande (RMNZ)                 | 4                  |
| Norvège (VG-lista)                      | 4                  |
| Suisse (Schweizer Hitparade)            | 32                 |
| Royaume-Uni Classement single           | 2                  |

| Classement (2001)                     | Position |
| ------------------------------------- | -------- |
| Australie Classement single           | 67       |
| Belgique (Wallonie) Classement single | 46       |
| France Classement single              | 17       |
| Nouvelle-Zélande Classement single    | 33       |

| Pays             | Certification | Date            | Ventes  |
| ---------------- | ------------- | --------------- | ------- |
| France           | Argent        | 11 juillet 2001 | 125,000 |
| Nouvelle-Zélande | Argent        | 20 janvier 2002 | 7,500   |